# Hrîpakî, Hadeaci
Hrîpakî (în ucraineană Грипаки) este un sat în comuna Bilencenkivka din raionul Hadeaci, regiunea Poltava, Ucraina.

## Demografie
Componența lingvistică a localității Hrîpakî
     Ucraineană (91,89%)
     Română (5,41%)
     Rusă (2,7%)
Conform recensământului din 2001, majoritatea populației localității Hrîpakî era vorbitoare de ucraineană (91,89%), existând în minoritate și vorbitori de română (5,41%) și rusă (2,7%).